# Вишнево (Курская область)
Вишнево — село в Беловском районе Курской области. Административный центр Вишневского сельсовета.

## География
Село находится на реке Илёк (приток Псла), в 89 км к юго-западу от Курска, в 7 км к юго-западу от районного центра — Белая.
Улицы
В хуторе улицы: Болховец, Бубнова, Жихаревка, Загородневка, Заречная, Киреевка, Колхозная, Кулига, Куликовка, Луговая, Молодёжная, План, Соловьевка, Старовишнево 1-я, Старовишнево 2-я, Школьная.
Климат
Вишнево, как и весь район, расположен в поясе умеренно континентального климата с тёплым летом и относительно тёплой зимой (Dfb в классификации Кёппена).
| Показатель                                                                   | Янв. | Фев. | Март | Апр. | Май  | Июнь | Июль | Авг. | Сен. | Окт. | Нояб. | Дек. | Год  |
| ---------------------------------------------------------------------------- | ---- | ---- | ---- | ---- | ---- | ---- | ---- | ---- | ---- | ---- | ----- | ---- | ---- |
| Средний суточный максимум, °C                                                | −3,5 | −2,3 | 3,8  | 13,5 | 19,9 | 23,2 | 25,7 | 25,1 | 18,7 | 11   | 3,9   | −0,7 | 11,5 |
| Средняя температура, °C                                                      | −5,6 | −4,9 | 0,1  | 8,7  | 15,2 | 18,8 | 21,3 | 20,5 | 14,5 | 7,7  | 1,6   | −2,7 | 7,9  |
| Средний суточный минимум, °C                                                 | −8,1 | −8,1 | −4   | 3,2  | 9,5  | 13,5 | 16,2 | 15,3 | 10,1 | 4,3  | −0,7  | −4,8 | 3,9  |
| Норма осадков, мм                                                            | 51   | 43   | 49   | 49   | 62   | 69   | 70   | 52   | 54   | 54   | 46    | 49   | 648  |
| Источник: Погода по месяцам c ru.climate-data.org(дата обращения: Июнь 2021) |      |      |      |      |      |      |      |      |      |      |       |      |      |

## Население
| 2002 | 2010 |
| ---- | ---- |
| 940  | ↘794 |

## Инфраструктура
Личное подсобное хозяйство.

## Транспорт
Вишнево находится в 2 км от автодороги регионального значения 38К-001 (Белая — Мокрушино — граница Белгородской области), на автодороге межмуниципального значения 38Н-463 (38К-001 — Вишнево), на автодороге 38Н-762 (Вишнево — Мокрушино), в 2 км от ближайшего ж/д остановочного пункта 94 км (линия Льгов I — Подкосылев). Остановка общественного транспорта.
В 78 км от аэропорта имени В. Г. Шухова (недалеко от Белгорода).

## Достопримечательности
- Церковь Покрова Пресвятой Богородицы (1896 г.)[8]